# Ferdinand De Poppe
Ferdinand De Poppe (geboren Gent, 22 juli 1933) is een Belgisch componist en muziekpedagoog.
Hij kreeg zijn opleiding aan het Koninklijk Conservatorium Gent. Hij studeerde er van 1942 tot 19543. Hij behaalde er eerste prijzen in de vakken harmonieleer (1950), slaginstrument (1952) en fuga (1952). Andere opleiding aldaar bestond uit de vakken compositieleer van Jules-Toussaint De Sutter en Léon Torck. Ook volgde hij er lessen in contrapunt en orgel. In die periode studeerde hij ook aan het Koninklijk Conservatorium Brussel, onder andere bij René Defossez (orkestdirectie) en compositieleer bij Jean Louel.
Hij ging vervolgens aan de slag als docent notenleer aan het Gents Conservatorium (1952-1971) en gaf vanaf 1957 ook slagwerkles. Ondertussen speelde hij vanaf 1955 tot 1961 in het symfonieorkest van de NIR en opvolger BRT. Hij was vanaf 1961 docent te Aalst, Gentbrugge (1965-1969), Ninove (1967-1969) en Asse (1968-1969). Ook rijksnormaalscholen van Zelzate en Koekelberg stelden hem aan (1967-1970). Hij was voorts koordirigent in Gent (1954-1971). Vanaf leergang 1969-1970 werd hij directeur van de in dat jaar opgerichte op Vlamingen gerichte Muziekacademie van Anderlecht (Rijksmuziekacademie van Anderlecht) aan het Dapperheidsplein 5. Een jaar later was hij docent slagwerk (professeur de batterie) aan het Brussels conservatorium. In 1987 stopte hij vanwege gezondheidsredenen het directeurschap. De academie en het conservatorium benoemde hem tot eredirecteur respectievelijk professeur honorair.
Hij schreef een aantal werken waarvan te noemen:
- 1956: Instrumentale fantasie (percussie en orkest)
- 1956: Concertstuk voor slaginstrumenten en orkest
- 1957: Suite voor symfonieorkest
- 1959: Vier etudes voor slaginstrumenten
- 1960: Scherzando voor xylofoon en piano
- 1961: Fantasie concertante voor trompet en orkest
- 1962: Westminster-rhapsodie voor slaginstrumenten en orkest
- 1965: Fanfare voor koperensemble en slaginstrumenten
- 1974: Mozaïek voor percussie en piano
- 1978: Four rhythmic movements voor percussie en piano

Dit alles aangevuld met liederen, werken voor koor, werken voor orgel etc.
De Muziekacademie in Anderlecht kent/kende een Ferdinand de Poppe-prijs.